# Osvaldo Maciel
Oswaldo Maciel da Silva Filho ou simplesmente, Oswaldo Maciel, (Marília, janeiro de 1950) é um narrador esportivo, que  está atualmente na Rádio 105 FM.

## Carreira
Trabalhou em várias rádios, mas fez narrações importantes principalmente a partir de 1990, onde narrou jogos da seleção na Copa de 1990 pela Rádio Globo, bem como a decisão do Brasileirão. Naquela época Osmar Santos não estava mais na Globo, e sim na Rádio Record, mas trabalhou com ele na própria Globo no fim dos anos 70 e parte dos 80. Em 1996 chefiou por um ano a equipe de esportes da Super Rádio Tupi do Rio de Janeiro, transmitindo os principais jogos ao lado de Luiz Mendes.
Também trabalhou na Rádio Record e na Band FM até chegar na Rádio Transamérica São Paulo, onde trabalha com a equipe do narrador e publicitário Eder Luiz, que incorporou no rádio, um novo modelo de transmissão de futebol, junto à Rádio Record em 2010, com a parceria entre as duas rádios.
Na Transamérica SP, trabalhou não só como narrador, mas também como comentarista fora das transmissões no Programa Papo de Craque 1ª e 2ª edição. Em 26 de março de 2023, ele deixou a emissora, junto de outros integrantes da equipe esportiva. No dia 30, ele é anunciado como novo narrador esportivo da Rádio 105 FM.